# Feride Akgün
Feride Akgün (* 1973) ist eine ehemalige türkische Fußballspielerin.

## Karriere

### Verein
Akgün begann ihre Karriere als Volleyballspielerin beim türkischen Klub Galatasaray Istanbul. Später wechselte sie zum Fußball.
Zwischen 1990 und 1997 spielte Akgün für Dinarsuspor, wo sie mit 54 Toren zur erfolgreichsten Torschützin des Vereins wurde. Anschließend wechselte sie 1997 zu Marshall Boyaspor, wo sie bis 2001 spielte. In ihrer Vereinskarriere gewann sie vier Meistertitel in der türkischen Frauenliga sowie einmal den türkischen Pokal. Dreimal wurde sie als Torschützenkönigin der Liga ausgezeichnet.
2001 absolvierte sie Probetrainings beim deutschen Bundesligisten FCR 2001 Duisburg sowie bei der zweiten Mannschaft des FC Bayern München.

### Nationalmannschaft
Akgün war von 1995 bis 2002 Mitglied der türkischen Frauen-Nationalmannschaft. In dieser Zeit absolvierte sie 29 Länderspiele und erzielte zwei Tore. Sie nahm an Qualifikationsspielen zur UEFA-Europameisterschaft 1997, zur FIFA-Weltmeisterschaft 1999, zur UEFA-Europameisterschaft 2001 sowie zur FIFA-Weltmeisterschaft 2003 teil.

### Trainerkarriere
2016 wurde sie Teil des Trainerstabs der İstanbul Akademi Futbol Okulları.